# Erginulus bimaculatus
Erginulus bimaculatus is een hooiwagen uit de familie Cosmetidae.
De originele naamcombinatie (protoniem) is Erginulus bimaculata Goodnight & Goodnight, 1977, maar met een verkeerde geslacht van de soortnaam. De soortnaam is bijgewerkt naar de latere formatie, Erginulus bimaculatus Goodnight & Goodnight, 1977 in Kury & Cokendolpher, 2000.